# Heinz Müller
Heinz Müller (Frankfurt am Main, 1978. május 30. –) német labdarúgókapus.